# Predator (альбом)
Predator (рус. «Хищник») — одиннадцатый студийный альбом группы Accept, вышедший в 1996 году.

## Об альбоме
На момент записи альбома Predator участники группы отдавали себе отчёт в том, что группа доживает последние дни, но не хватало финальной точки в истории группы, тем более на фоне предыдущего, провального альбома. Вновь Вольф Хоффманн и Петер Балтес настаивали на коммерциализации музыки, в оппозиции к Удо Диркшнайдеру. Процесс записи проходил, по словам Удо Диркшнайдера в непонятной атмосфере.
«Почему Петер поет целых три песни на последнем диске Accept „Predator“? Спросите лучше у других участников Accept. Я вообще не имею никакого представления о том, что происходило при записи „Predator“. Как я уже говорил, в студии творился полный бардак… Вообще, тот период, когда мы работали над „Predator“, очень плохо поддается объяснению, очень многое шло не так, как надо, остальные музыканты хотели развиваться в новом направлении, а я хотел продолжать всё ту же линию Accept. Но на все мои возражения давался один и тот же ответ: „Нет, мы хотим играть более коммерческую музыку, мы хотим прорваться на американский рынок“. То же самое у нас было в 1986-м!»
Несмотря на сложности, материал на альбоме приближался к классической музыке Accept.
После выпуска альбома группа, по общему согласию, провела турне и решила больше не выпускать альбомов, чтобы не портить репутацию Accept.
За ударной установкой в процессе записи сидел Майкл Картеллоне (ex — Тед Ньюджент, Damn Yankees и Lynyrd Skynyrd)
Следующий студийный альбом Blood of the Nations группа выпустила только после воссоединения в 2010 году.

## Список композиций
1. «Hard Attack» «Жёсткая атака» (Хоффманн/Балтес/Диркшнайдер) — 4:46
2. «Crossroads» «Распутье» (Хоффманн/Балтес/Диркшнайдер/Deaffy) — 5:13
3. «Making Me Scream» «Заставь меня кричать» (Хоффманн/Балтес/Диркшнайдер/Deaffy) — 4:14
4. «Diggin' In The Dirt» «Роясь в грязи» (Хоффманн/Балтес/Диркшнайдер/Deaffy) — 4:01
5. «Lay It Down» «Положи это» (Хоффманн/Балтес/Deaffy) — 5:02
6. «It Ain’t Over Yet» «Это ещё не конец» (Хоффманн/Балтес) — 4:17
7. «Predator» «Хищник»  (Хоффманн/Диркшнайдер/Deaffy) — 3:37
8. «Crucified» «Распятый»  (Хоффманн/Балтес/Диркшнайдер/Deaffy) — 3:01
9. «Take Out The Crime» «Совершаем преступление» (Кауфманн/Диркшнайдер/Deaffy) — 3:12
10. «Don’t Give A Damn» «Да мне плевать!»  (Хоффманн/Балтес/Диркшнайдер/Deaffy) — 2:58
11. «Run Through The Night»  «Бегу сквозь ночь» (Кауфманн/Диркшнайдер/Deaffy) — 3:19
12. «Primitive» «Первобытный» (Хоффманн/Балтес) — 4:38

## Синглы
- Hard Attack (1994)

## Некоторые релизы
- Predator (BMG\Ariola, 74321 33570-2), CD, Германия, 1996
- Predator (Mayhem, 11101-2), CD, США, 1996
- Predator (JVC Victor, VICP 5673), CD, Япония, 1996
- Predator (Seoul Records, SRCD 2291), CD, Корея, 1996

## Чарты
- Германия 56 место
- Швейцария 49 место

## Участники записи
- Удо Диркшнайдер — вокал
- Вольф Хоффманн — гитара
- Петер Балтес — бас-гитара, вокал (5, 6, 12), совокал (2)
- Майкл Картеллоне — ударные